# بشار أحمد نسيبة
بشار أحمد نسيبة (مواليد 1967) هو أستاذ الحوسبة في الجامعة المفتوحة في المملكة المتحدة، وأستاذ هندسة البرمجيات في جامعة ليمريك في أيرلندا، وكبير العلماء في مركز أبحاث البرمجيات الأيرلندي ليرو. وهو أيضًا أستاذ فخري في جامعة كوليدج لندن والمعهد الوطني للمعلوماتية باليابان.

## حياة مهنية
حصل بشار على درجة البكالوريوس في هندسة أنظمة الكمبيوتر من جامعة ساسكس بالمملكة المتحدة عام 1988، قبل أن ينتقل إلى إمبريال كوليدج لندن لإكمال درجة الماجستير (1989) والدكتوراه (1994) في هندسة البرمجيات. بقي في إمبريال كوليدج كباحث ما بعد الدكتوراه حتى حصل على منصب محاضر في عام 1996 قبل ترقيته إلى رتبة قارئ في عام 2000. وفي عام 2001، انتقل إلى الجامعة المفتوحة كأستاذ للحوسبة، حيث كان مديرًا للأبحاث من عام 2002 إلى عام 2008. من عام 2009 إلى عام 2012، انتدب إلى مركز أبحاث البرمجيات الأيرلندي ليروس، كأستاذ في هندسة البرمجيات وكبير العلماء. وكان أستاذًا زائرًا في إمبريال كوليدج، ويعمل حاليًا أستاذًا زائرًا في كل من جامعة كوليدج لندن والمعهد الوطني للمعلوماتية باليابان. حصل على منحتين من مجلس الأبحاث الأوروبي، بما في ذلك منحة متقدمة حول الأمن التكيفي والخصوصية.

## الأوسمة والزمالات
- عضو الأكاديمية الملكية الأيرلندية (RIA).[5]
- زميل جمعية الكمبيوتر البريطانية (BCS).[6]
- زميل جمعية الكمبيوتر الأيرلندية (ICS).
- زميل معهد الهندسة والتكنولوجيا (IET).
- عضو في الأكاديمية الأوروبية.
- زميل هندسة البرمجيات الآلية
- جائزة الاستحقاق من الجمعية الملكية-ولفسون.
- زميل باحث أول في الأكاديمية الملكية للهندسة.
- جائزة فيليب ليفرهولم.
- جائزة الورقة الأكثر تأثيراً في المؤتمر الدولي لهندسة البرمجيات (ICSE).
- جائزة الخدمة المتميزة من مجموعة الاهتمامات الخاصة بهندسة البرمجيات[7]
- جائزة الجمعية الدولية لمعالجة المعلومات للخدمة المتميزة

## انظر ايضا
- مقتل رامي عياد
- هشام الخطيب

## روابط خارجية
- صفحة ويب شخصية
- منشورات مختارة